# ناوشکن کلاس اردنت
ناوشکن کلاس اردنت (به انگلیسی: Ardent-class destroyer) یک کلاس از کشتی است که طول آن ۲۰۰ فوت (۶۱ متر) می‌باشد.